# Belus
Belus är Burzums sjunde studioalbum, utgivet den 8 mars 2010. Det består av ett antal låtar som spelats in på olika platser, bland annat på Varg Vikernes gård i Telemark fylke men även äldre låtar som spelats in i Bergen under 1990-talet.

## Låtförteckning
1. Leukes renkespill (introduksjon)
2. Belus' død
3. Glemselens elv
4. Kaimadalthas' nedstigning
5. Sverddans
6. Keliohesten
7. Morgenrøde
8. Belus' tilbakekomst (konklusjon)